# TINI Tour
TINI Tour fue la tercera gira musical de la cantante argentina Tini, en apoyo de su tercer y cuarto álbum de estudio, Tini Tini Tini (2020) y Cupido (2023). La gira tuvo siete etapas que se extiendieron a lo largo de 17 meses, comenzando el 20 de mayo de 2022 en Buenos Aires, Argentina en el Hipódromo de Palermo, y concluyendo el 3 de noviembre de 2023 en la ciudad de Nueva York, Estados Unidos en el Teatro en el Madison Square Garden. También incluyó algunos conciertos previos a la gira en festivales como parte de Tini Tini Tini Show en Argentina, Chile y Bolivia.
La gira originalmente estaba programada para comenzar en marzo de 2022, pero debido a problemas de salud y hospitalización del padre de Tini, toda la gira se pospuso para comenzar en mayo del mismo año. Comenzó en Buenos Aires, Argentina, y consta de espectáculos programados en Latinoamérica, México y España que apoyan a Tini Tini Tini y los sencillos de prelanzamiento de Cupido. Tras el lanzamiento del último álbum, se anunciaron las fechas europeas y estadounidenses.
Los conciertos del 28 de mayo en el Hipódromo y del 22 y 23 de diciembre de 2022 en el Campo Argentino de Polo fueron transmitidos en vivo por Star+ exclusivamente en Latinoamérica y por Disney+ en los Estados Unidos. El primero fue lanzado bajo el título TINI Tour 2022: En Vivo desde Buenos Aires y el segundo como Tini Tour 2022: La Despedida del Año.

## Antecedentes
Luego de dos años de ausencia por la pandemia del COVID-19 y de haber dejado inconclusa la clausura de su gira anterior, Quiero Volver Tour, Tini retoma las presentaciones en vivo. En su gira interrumpida e inconclusa logró presentar la mayoría de las canciones de su tercer álbum de estudio Tini Tini Tini, y tenía planeado hacer una gira totalmente nueva para el disco, lamentablemente por la pandemia no pudo hacerlo. El 11 de noviembre de 2021, Tini compartió a través de sus redes sociales que se embarca en su tercera gira en solitario y que la gira comienza el 21 de marzo de 2022 en su país de origen, Argentina, en el Hipódromo de Palermo.
Las entradas para el espectáculo salieron a la venta el mismo día que confirmó la gira. Las entradas se agotaron en minutos, y luego agregó cuatro conciertos más seguidos los días 24, 25, 26 y 27 de marzo de 2022, en el Hipódromo, que también se agotaron en minutos. Durante los meses de enero y febrero de 2022 se realizaron una serie de conciertos previos al inicio oficial de la gira. En estos, la cantante argentina recorrió diversos festivales y dio conciertos en Argentina, Chile y Bolivia.
El 10 de marzo de 2022, Tini anunció que los conciertos en el Hipódromo se posponen para mayo debido a problemas de salud y hospitalización de su padre. Con esta gira, Tini se convirtió en la primera artista femenina en llenar 6 conciertos en el Hipódromo de Palermo, así como en la única artista argentina en llenar un estadio después de 20 años.

## Sinopsis del concierto

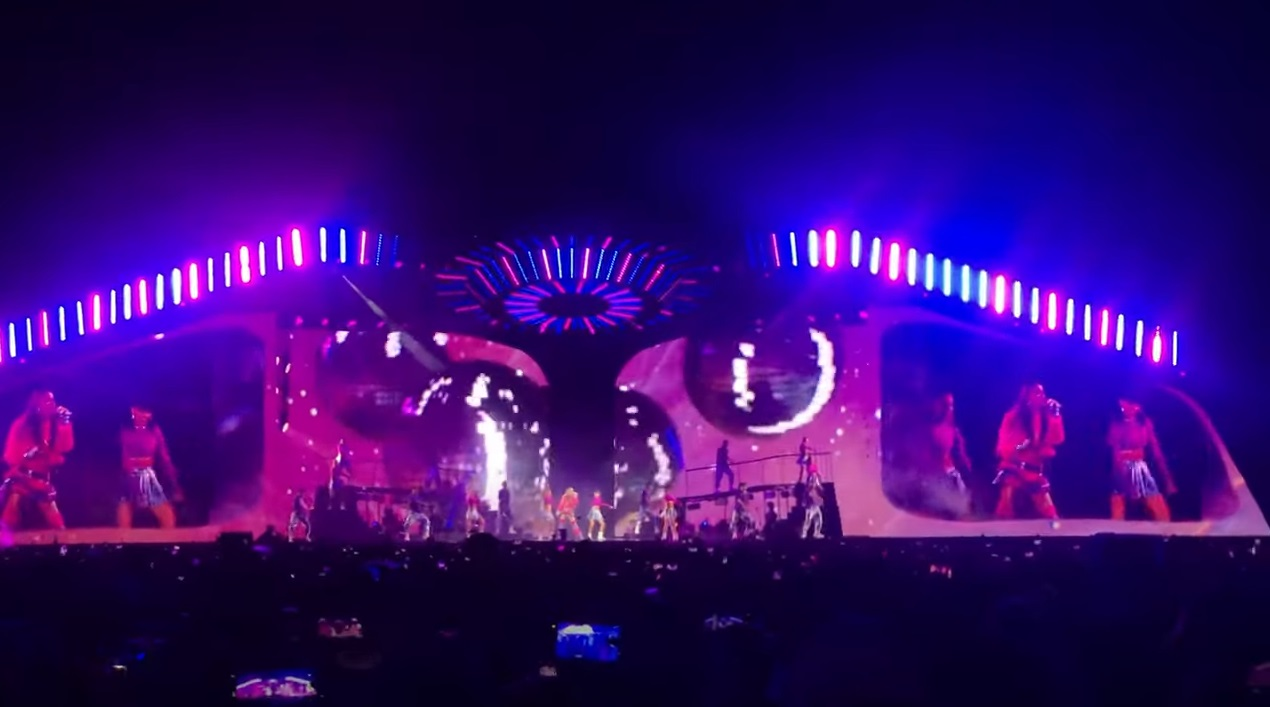
Tini actuando en Buenos Aires, Argentina en mayo de 2022.

Casi quince minutos antes de que comenzara el espectáculo, se proyectó una cuenta atrás y un vídeo sobre un telón gigante colocado al fondo del escenario para la aparición de Tini en su habitación de estética adolescente. Luego la banda empezó con unos acordes hasta que Tini apareció en lo alto del escenario donde la esperaba un baterista. Luego comenzó a tocar la batería al principio de la canción, mientras la plataforma se movía lentamente hacia el escenario. De inmediato, Tini comenzó a cantar «Te quiero más» y, acompañada de sus bailarines, la artista tuvo el primer acercamiento al público. Durante los versos de Nacho, Tini aprovechó para sumarse a la coreografía.
El siguiente tema en el repertorio fue «Quiero volver», que lanzó junto a su expareja Sebastián Yatra. Este sencillo se volvió viral en las redes sociales, principalmente en TikTok, gracias a la coreografía que crearon para la gira. A continuación llegó «Suéltate el pelo» con fuego, y Tini, como viene haciendo en los conciertos de su gira, le añadió una nueva estrofa a la canción. Tini continuó con «Duele» y también se animó a presentar algunos sensuales pasos de lo que podríamos llamar tango, junto a su bailarina Camila Lucca.
Y de esta forma, Tini siguió con «Recuerdo». Durante los primeros versos de la canción, la producción se encargó de lanzar fuegos artificiales al cielo. A diferencia de otros artistas, Tini -en aquellas canciones que son sus colaboraciones- no corta el fragmento de sus compañeros en la versión que presenta en sus conciertos, sino que aprovecha esos segundos para sumarse a la coreografía de sus bailarines. En tanto, «Maldita Foto» y «2:50 Remix» fueron los siguientes en sonar.
La cantante se fue un momento al ‘backstage’ y volvió con un cambio de vestuario, lo que significó el inicio del fragmento del espectáculo dedicado a las baladas románticas que -según confesó en el concierto- nunca dejará de hacer. Luego siguió «Porque te vas». Luego de esto «Oye» fue la canción que le permitió bajar del escenario para interactuar de cerca con sus fanes ubicados en primera fila. Luego cantó el resto de sus romances como «Un beso en Madrid», «Acércate», «Carne y hueso» y «Consejo de amor». Un nuevo cambio de vestuario y, Tini salió al escenario con un traje verde fosforescente a ritmo de música electrónica. «Ella dice», «Playa», «High Remix» y «Fresa», canciones cuya melodía fue ligeramente modificada, fueron las siguientes en el playlist que el artista había preparado para esa noche. Más tarde, el rosa se apoderaría del escenario con el nuevo conjunto de dos piezas repleto de diamantes que lució Tini. Luego empezó a cantar su parte de «Fantasi».
En sus últimos videoclips, Tini incluyó coreografías cortas y sencillas que se pueden replicar en TikTok y, de esta forma, viralizar sus canciones. El objetivo se cumplió. Por eso no fue una sorpresa cuando, mientras la artista cantaba «La Triple T», algunos de los asistentes se animaron a seguir la tendencia. Le siguieron «Bar» y «22», con coloridos efectos por todo el escenario. La última canción del concierto fue «Miénteme», y después de actuar, Tini agradece al público mientras confeti y fuegos artificiales caían del escenario después de que Tini se fuera. Después del espectáculo, la marea rosa se disolvió en las afueras.

## Repertorio
| TINI Tour 2022 - Hipódromos |
| --- |
| La siguiente lista de canciones corresponde a los conciertos realizados del 20 de mayo al 31 de mayo del 2022 en Buenos Aires. No representa todos los espectáculos ofrecidos a lo largo de la gira. Acto I 1. Intro + «Te quiero más» 2. «Quiero volver» 3. «Suéltate el pelo» 4. «Duele» 5. «Recuerdo» 6. «Maldita foto» 7. «2:50 Remix» Acto II 1. «Porque te vas» 2. «Oye» 3. «Un beso en Madrid» 4. «Acércate» 5. «Carne y hueso» 6. «Consejo de amor» Acto III 1. «Ella dice» 2. «Playa» 3. «High Remix» 4. «Fresa» Acto IV 1. «Fantasi» 2. «La Triple T» 3. «Bar» 4. «22» 5. «Miénteme» |

| TINI Tour 2022 - 5 de junio al 1 de julio del 2022 |
| --- |
| Acto I 1. Intro + «Te quiero más» 2. «Quiero volver» 3. «Suéltate el pelo» 4. «Duele» 5. «Recuerdo» 6. «Maldita foto» 7. «2:50 Remix» Acto II 1. «Porque te vas» 2. «Oye» 3. «Un beso en Madrid» 4. «Carne y hueso» 5. «Acércate» Acto III 1. «Ella dice» 2. «Playa» 3. «High Remix» 4. «Fresa» Acto IV 1. «Fantasi» 2. «La Triple T» 3. «Bar» 4. «22» 5. «Miénteme» |

| TINI Tour 2022 16 de julio al 10 de septiembre del 2022 |
| --- |
| Acto I 1. Intro + «Te quiero más» 2. «Quiero volver» 3. «Suéltate el pelo» 4. «Duele» 5. «Recuerdo» 6. «Maldita foto» 7. «2:50 Remix» Acto II 1. «Porque te vas» 2. «Oye» 3. «Un beso en Madrid» 4. «Carne y hueso» 5. «Acércate» Acto III 1. «Ella dice» 2. «Playa» 3. «High Remix» 4. «Fresa» Acto IV 1. «Fantasi» 2. «La Triple T» 3. «La Loto» 4. «Bar» 5. «22» 6. «Miénteme» |

| TINI Tour 2022 - 17 de septiembre del 2022 |
| --- |
| Acto I 1. Intro + «Te quiero más» 2. «Quiero volver» 3. «Suéltate el pelo» 4. «Duele» 5. «Recuerdo» 6. «El Último Beso» 7. «Maldita foto» 8. «2:50 Remix» Acto II 1. «Porque te vas» 2. «Oye» 3. «Un beso en Madrid» 4. «Carne y hueso» 5. «Acércate» Acto III 1. «Ella dice» 2. «Playa» 3. «High Remix» 4. «Fresa» Acto IV 1. «Fantasi» 2. «La Triple T» 3. «La Loto» 4. «Bar» 5. «22» 6. «Miénteme» |

| TINI Tour 2022 - 25 de septiembre al 8 de octubre |
| --- |
| Acto I 1. Intro + «Te quiero más» 2. «Quiero volver» 3. «La Niña de la Escuela» 4. «Duele» 5. «Recuerdo» 6. «El Último Beso» 7. «Maldita foto» 8. «2:50 Remix» Acto II 1. «Porque te vas» 2. «Oye» 3. «Un beso en Madrid» 4. «Carne y hueso» 5. «Acércate» Acto III 1. «Ella dice» 2. «Playa» 3. «High Remix» 4. «Fresa» Acto IV 1. «Fantasi» 2. «La Triple T» 3. «La Loto» 4. «Bar» 5. «22» 6. «Miénteme» |

| TINI Tour 2022 - 26 de octubre al 15 de noviembre |
| --- |
| Acto I 1. Intro + «Te quiero más» 2. «Quiero volver» 3. «Suéltate el pelo» 4. «Duele» 5. «Recuerdo» 6. «El Último Beso» 7. «Maldita foto» 8. «2:50 Remix» Acto II 1. «Porque te vas» 2. «Oye» 3. «Un beso en Madrid» 4. «Carne y hueso» 5. «Acércate» Acto III 1. «Ella dice» 2. «Playa» 3. «High Remix» 4. «Fresa» Acto IV 1. «Fantasi» 2. «La Triple T» 3. «La Loto» 4. «Bar» 5. «22» 6. «Miénteme» |

| TINI Tour 2022 - 22 y 23 de Diciembre 2022 (Despedida del Año) |
| --- |
| Acto I 1. Intro + «22» 2. «Quiero volver» 3. «Suéltate el pelo» 4. «Duele» 5. «Recuerdo» 6. «El Último Beso» 7. «Maldita foto» 8. «2:50 Remix» Acto II 1. «Porque te vas» 2. «Oye» 3. «Un beso en Madrid» 4. «Diciembre» 5. «Carne y hueso» 6. «Acércate» Acto III 1. «Ella dice» + «Rakata» 2. «High Remix» 3. «Fresa» Acto IV 1. «Fantasi» 2. «La Triple T» 3. «La Loto» 4. «Bar» 5. «Miénteme» 6. «Himno nacional argentino» |

| TINI Tour 2023 - México |
| --- |
| Acto I 1. Intro + «22» 2. «Quiero volver» 3. «Suéltate el pelo» 4. «Duele» 5. «El Último Beso» 6. «Maldita foto» 7. «2:50 Remix» Acto II 1. «Porque te vas» 2. «Oye» 3. «Un beso en Madrid» 4. «Por el resto de tu vida» 5. «Carne y hueso» 6. «Acércate» Acto III 1. «Ella dice» + «Rakata» + «La Noche de Anoche» 2. «High Remix» 3. «Fresa» Acto IV 1. «Fantasi» 2. «La Triple T» 3. «Muñecas» 4. «La Loto» 5. «Bar» 6. «Miénteme» |

| TINI Tour 2023 - 11 de de ocultde 2023 |
| --- |
| Acto I 1. Intro + 22 2. «Quiero Volver» 3. «2:50 Remix» con MYA 4. «El Último Beso» 5. «Maldita foto» 6. «Oye» 7. «Por el resto de tu vida» 8. «Carne y hueso» 9. «Acércate» Acto II 1. «Ella dice» + «Rakata» + «La Noche de Anoche» 2. «High Remix» 3. «Fresa» Acto III 1. «Fantasi» 2. «La Triple T» 3. «Muñecas» 4. «Bar» 5. «Miénteme» |

| TINI Tour 2023 - 19 de febrero de 2023 |
| --- |
| Acto I 1. Intro + 22 2. «Quiero Volver» 3. «Sueltate el Pelo» 4. «El Último Beso» 5. «Maldita foto» 6. «Oye» 7. «Un Beso en Madrid» 8. «Carne y hueso» 9. «Acércate» Acto II 1. «Ella dice» + «Rakata» + «La Noche de Anoche» 2. «High Remix» Acto III 1. «Fantasi» 2. «Cupido» 3. «La Triple T» 4. «Muñecas» 5. «Bar» 6. «Miénteme» |

| TINI Tour 2023 - 20 de febrero de 2023 |
| --- |
| Acto I 1. Intro + 22 2. «Quiero Volver» 3. «Sueltate el Pelo» 4. «El Último Beso» 5. «Maldita foto» 6. «Oye» 7. «Carne y hueso» 8. «Acércate» Acto II 1. «Ella dice» + «Rakata» + «La Noche de Anoche» 2. «High Remix» 3. «Fresa» Acto III 1. «Fantasi» 2. «Cupido» 3. «Muñecas» 4. «La loto» 5. «La Triple T» 6. «Bar» 7. «Miénteme» |

| TINI Tour 2023 - 8 de abril de 2023 |
| --- |
| Acto I 1. Intro + «22» 2. «Quiero volver» 3. «Suéltate el pelo» 4. «Duele» 5. «El Último Beso» 6. «Maldita foto» 7. «2:50 Remix» Acto II 1. «Porque te vas» 2. «Oye» 3. «Te Pido» 4. «Carne y hueso» 5. «Acércate» Acto III 1. «Ella dice» + «Rakata» + «La Noche de Anoche» 2. «High Remix» 3. «Fresa» Acto IV 1. «Fantasi» 2. «La Triple T» 3. «Cupido» 4. «Muñecas» 5. «La Loto» 6. «Bar» 7. «Miénteme» |

| TINI Tour 2023 - (Cupido España Tour/ Junio, Julio) |
| --- |
| Acto I 1. Intro + «22» 2. «Quiero volver» 3. «Las Jordan» 4. «La niña de la escuela» 5. «El Último Beso» 6. «Maldita foto» 7. «2:50 Remix» Acto II 1. «Porque te vas» 2. «Oye» 3. «7 veces» 4. «Corazon Parti'o» 5. «Carne y hueso» 6. «Te Pido» Acto III 1. «Ella dice» + «Rakata» + «La Noche de Anoche 2. «High Remix» » 3. «Fresa» 4. «Cupido» Acto IV 1. «Fantasi» 2. «La Triple T» 3. «Muñecas» 4. «Bar» 5. «Miénteme» |

| TINI Tour 2023 - (Cupido España Tour / Septiembre) |
| --- |
| Acto I 1. Intro + «22» 2. «Quiero volver» 3. «Las Jordan» 4. «La niña de la escuela» 5. «El Último Beso» 6. «Maldita foto» 7. «Me enteré» Remix «Gasolina» Acto II 1. «Porque te vas» 2. «Oye» 3. «7 veces» 4. «Corazon Parti'o» 5. «Carne y hueso» 6. «Te Pido» Acto III 1. «Ella dice» + «Rakata» + «La Noche de Anoche 2. «High Remix» » 3. «Fresa» 4. «Cupido» Acto IV 1. «Fantasi» 2. «La Triple T» 3. «Muñecas» 4. «Bar» 5. «Miénteme» |

| TINI Tour 2023 - (Cupido USA Tour) |
| --- |
| Acto I 1. Intro + «22» 2. «Quiero volver» 3. «Suéltate el Pelo« 4. «Lágrimas \| CROSSOVER #4» 5. «Las Jordan» 6. «Maldita foto» 7. «Me enteré» Remix «Gasolina» Acto II 1. «Porque te vas» 2. «Oye» 3. «I Will Always Love You» 4. «Carne y hueso» 5. «Te Pido» Acto III 1. «Ella dice» + «Rakata» + «La Noche de Anoche 2. «High Remix» » 3. «Fresa» 4. «Cupido» Acto IV 1. «Fantasi» 2. «La Triple T» 3. «Muñecas» 4. «La Loto» 5. «Bar» 6. «Miénteme» |

| Artistas Invitados |
| --- |
| - Durante la primera presentación en el Hipódromo de Buenos Aires, Tini interpretó «Recuerdo» junto Mau & Ricky y «2:50 Remix» con MYA. - Durante la segunda presentación en el Hipódromo de Buenos Aires, Tini cantó «2:50 Remix» con MYA y «Bar» junto a L-Gante. - Durante la tercera presentación en el Hipódromo de Buenos Aires, Khea se unió a Tini en el escenario para interpretar «Ella dice» y, nuevamente, junto a MYA interpretó «2:50 Remix». - Durante la cuarta presentación en el Hipódromo de Buenos Aires, Tini repitió a los invitados del día anterior aunque esta vez se sumaron John C interpretando «Duele», Lola Índigo interpretando «High Remix», y Beéle con «Fantasi». - Durante la quinta presentación en el Hipódromo de Buenos Aires, se grabó la transmisión de Star+ y varios cantantes fueron invitados a cantar junto a Tini, entres ellos estuvieron, Jhon C, Mau & Ricky, Manuel Turizo, MYA, Cami, Morat; María Becerra, Lola Índigo y Beéle. - Durante la sexta presentación en el Hipódromo de Buenos Aires, Tini cantó «2:50 Remix» con MYA, «Duele» con la aparición de John C y «Bar» junto a L-Gante. - Durante la primera presentación en Tucumán, Tini cantó «2:50 Remix» con MYA. - Durante el show de Colombia, Tini cantó «Fantasi» con Beéle. - Durante el show en Quito - Ecuador, Tini cantó «Te quiero mas» con Nacho. - Durante las dos funciones en Corrientes, Tini cantó «Carne y Hueso» con Elena Rose. - Durante el show en Madrid - España, Tini cantó «High Remix» y «Miénteme» con María Becerra y «La Loto» con Becky G - Durante los shows del Campo de Polo- Argentina, Tini cantó «El Último Beso» junto a Tiago PZK y el «Himno nacional argentino» con Airbag. - Durante el show de Ciudad de México, Tini cantó «Fantasi» con Beéle. - Durante el show de Villa María, Tini cantó «2:50 Remix» con MYA. - Durante el show de Madrid, Tini cantó «La niña de la escuela» con Lola Índigo |

## Fechas
| Fecha                         | Ciudad                        | País                          | Lugar                                    | Teloneros                     | Asistencia                                                |
| Pre-Tour: Show TINI TINI TINI | Pre-Tour: Show TINI TINI TINI | Pre-Tour: Show TINI TINI TINI | Pre-Tour: Show TINI TINI TINI            | Pre-Tour: Show TINI TINI TINI | Pre-Tour: Show TINI TINI TINI                             |
| ----------------------------- | ----------------------------- | ----------------------------- | ---------------------------------------- | ----------------------------- | --------------------------------------------------------- |
| 4 de septiembre de 2021       | Madrid                        | España                        | IFEMA                                    | -                             | Coca-Cola Music Experience 2021                           |
| 30 de octubre de 2021         | Posadas                       | Argentina                     | La Cascada Costanera                     | DJ                            | -                                                         |
| 19 de diciembre de 2021       | Río Gallegos                  | Argentina                     | Boxing Club (Río Gallegos)               | -                             | Festival Río Gallegos                                     |
| 17 de enero de 2022           | Jesús María                   | Argentina                     | Anfiteatro José Hernández                | -                             | Festival Nacional de Doma y Folklore de Jesús María       |
| 12 de febrero de 2022         | Villa María                   | Argentina                     | Anfiteatro de Villa María                | -                             | Festival Villa María                                      |
| 13 de febrero de 2022         | Neuquén                       | Argentina                     | Paseo de la Costa                        | -                             | Fiesta de la Confluencia                                  |
| 17 de febrero de 2022         | Viña del Mar                  | Chile                         | Anfiteatro de la Quinta Vergara          | -                             | -                                                         |
| 26 de febrero de 2022         | Cochabamba                    | Bolivia                       | Campo Ferial de la Laguna Alalay         | -                             | Festival Nonstop The Madness                              |
| 27 de febrero de 2022         | Santa Cruz de la Sierra       | Bolivia                       | Fexpocruz                                | -                             | Juventud Carnavalera 2022                                 |
| 28 de febrero de 2022         | Tarija                        | Bolivia                       | Campo Ferial San Jacinto                 | -                             | CarnavaLIT 2022                                           |
| TINI Tour 2022                |                               |                               |                                          |                               |                                                           |
| 20 de mayo de 2022            | Buenos Aires                  | Argentina                     | Hipódromo de Palermo                     | -                             | 20,000/20,000                                             |
| 21 de mayo de 2022            | Buenos Aires                  | Argentina                     | Hipódromo de Palermo                     | -                             | 20,000/20,000                                             |
| 22 de mayo de 2022            | Buenos Aires                  | Argentina                     | Hipódromo de Palermo                     | -                             | 20,000/20,000                                             |
| 27 de mayo de 2022            | Buenos Aires                  | Argentina                     | Hipódromo de Palermo                     | -                             | 20,000/20,000                                             |
| 28 de mayo de 2022            | Buenos Aires                  | Argentina                     | Hipódromo de Palermo                     | -                             | 20,000/20,000 Show transmitida por Star +                 |
| 31 de mayo de 2022            | Buenos Aires                  | Argentina                     | Hipódromo de Palermo                     | -                             | 20,000/20,000                                             |
| 3 de junio de 2022            | Buenos Aires                  | Argentina                     | Tecnopolis                               | -                             | Concierto privado por 100 años de YPF                     |
| 5 de junio de 2022            | Córdoba                       | Argentina                     | Quality Estadio                          | -                             | -                                                         |
| 11 de junio de 2022           | Santa Fe                      | Argentina                     | Estadio del Club Unión de Santa Fe       | The Sistars                   | -                                                         |
| 15 de junio de 2022           | Mendoza                       | Argentina                     | Arena Maipú                              | -                             | -                                                         |
| 16 de junio de 2022           | Mendoza                       | Argentina                     | Arena Maipú                              | -                             | -                                                         |
| 17 de junio de 2022           | Mendoza                       | Argentina                     | Arena Maipú                              | -                             | -                                                         |
| 1 de julio de 2022            | Tucumán                       | Argentina                     | Central Córdoba                          | -                             | -                                                         |
| 16 de julio de 2022           | Mariano Roque Alonso          | Paraguay                      | Ruedo Central de la ARP                  | Cami Flecha                   | Expo Mariano 2022                                         |
| 5 de agosto de 2022           | La Rioja                      | Argentina                     | Superdomo La Rioja                       | -                             | -                                                         |
| 6 de agosto de 2022           | La Rioja                      | Argentina                     | Superdomo La Rioja                       | -                             | -                                                         |
| 25 de agosto de 2022          | Bogotá                        | Colombia                      | Movistar Arena                           | Ventino                       | -                                                         |
| 27 de agosto de 2022          | Guayaquil                     | Ecuador                       | Explanada el Dorado                      | -                             | -                                                         |
| 29 de agosto de 2022          | Lima                          | Perú                          | Explanada Olguin                         | DJ Luigi                      | -                                                         |
| 31 de agosto de 2022          | Quito                         | Ecuador                       | Coliseo General Rumiñahui                | CNCO                          | -                                                         |
| 3 de septiembre de 2022       | Corrientes                    | Argentina                     | Anfiteatro Cocomarola                    | -                             | -                                                         |
| 4 de septiembre de 2022       | Corrientes                    | Argentina                     | Anfiteatro Cocomarola                    | -                             | -                                                         |
| 9 de septiembre de 2022       | Tucumán                       | Argentina                     | Central Córdoba                          | -                             | -                                                         |
| 10 de septiembre de 2022      | Tucumán                       | Argentina                     | Central Córdoba                          | -                             | -                                                         |
| 17 de septiembre de 2022      | Salta                         | Argentina                     | Estadio Padre Ernesto Martearena         | -                             | -                                                         |
| 25 de septiembre de 2022      | Madrid                        | España                        | WiZink Center                            | -                             | -                                                         |
| 5 de octubre de 2022          | Junín                         | Argentina                     | Sociedad Rural                           | -                             | -                                                         |
| 7 de octubre de 2022          | Montevideo                    | Uruguay                       | Estadio Centenario                       | Meri Deal                     | -                                                         |
| 8 de octubre de 2022          | São Paulo                     | Brasil                        | Vibra São Paulo                          | -                             | -                                                         |
| 26 de octubre de 2022         | Estancia Grande               | Argentina                     | Campo Polo Estancia Grande               | -                             | -                                                         |
| 28 de octubre de 2022         | Neuquén                       | Argentina                     | Espacio DUAM                             | -                             | -                                                         |
| 30 de octubre de 2022         | Santiago                      | Chile                         | Movistar Arena                           | Gigi Caro                     | -                                                         |
| 31 de octubre de 2022         | Santiago                      | Chile                         | Gran Arena Montecillo                    | -                             | -                                                         |
| 5 de noviembre de 2022        | La Plata                      | Argentina                     | Estadio UNO Jorge Luis Hirschi           | -                             | -                                                         |
| 10 de noviembre de 2022       | Córdoba                       | Argentina                     | Estado Mario Alberto Kempes              | Marty D                       | -                                                         |
| 11 de noviembre de 2022       | Córdoba                       | Argentina                     | Estado Mario Alberto Kempes              | Marty D                       | -                                                         |
| 15 de noviembre de 2022       | Rosario                       | Argentina                     | Hipódromo Municipal Parque Independencia | -                             | -                                                         |
| 22 de diciembre de 2022       | Buenos Aires                  | Argentina                     | Campo Argentino de Polo                  | -                             | -                                                         |
| 23 de diciembre de 2022       | Buenos Aires                  | Argentina                     | Campo Argentino de Polo                  | -                             | Show transmitida por Star +                               |
| TINI Tour 2023                |                               |                               |                                          |                               |                                                           |
| 2 de febrero de 2023          | Guadalajara                   | México                        | Auditorio Telmex                         | -                             | 3700                                                      |
| 3 de febrero de 2023          | Monterrey                     | México                        | Auditorio CitiBanamex                    | -                             | 6 366/8 000                                               |
| 5 de febrero de 2023          | Ciudad de México              | México                        | Auditorio Nacional                       | -                             | 9 851/10 000                                              |
| 10 de febrero de 2022         | Villa María                   | Argentina                     | Anfiteatro de Villa María                | -                             | Festival Villa María                                      |
| 19 de febrero de 2023         | El Calafate                   | Argentina                     | Anfiteatro del Bosque                    | -                             | Fiesta Nacional del Lago                                  |
| 20 de febrero de 2023         | Viña del Mar                  | Chile                         | Anfiteatro de la Quinta Vergara          | -                             | LXII Festival Internacional de la Canción de Viña del Mar |
| 8 de abril de 2023            | Santiago del Estero           | Argentina                     | Estadio Alfredo Terrera                  | -                             | -                                                         |
| 24 de junio de 2023           | La Coruña                     | España                        | Coliseum de La Coruña                    | -                             | -                                                         |
| 25 de junio de 2023           | Barcelona                     | España                        | Palau Sant Jordi                         | -                             | -                                                         |
| 28 de junio de 2023           | Córdoba                       | España                        | Plaza de toros Los Califas               | -                             | -                                                         |
| 1 de julio de 2023            | Cádiz                         | España                        | Chiclana de la Frontera                  | -                             | Concert Music Festival                                    |
| 2 de julio de 2023            | Fuengirola                    | España                        | Marenostrum Fuengirola                   | -                             | Marenostrum                                               |
| 6 de julio de 2023            | Valencia                      | España                        | Jardines de Viveros                      | -                             | Concerts de Vivers                                        |
| 8 de julio de 2023            | Las Palmas                    | España                        | Estadio de Gran Canaria                  | Festival                      | Granca Live Fest                                          |
| 13 de julio de 2023           | Murcia                        | España                        | Plaza de toros de La Condomina           | -                             | -                                                         |
| 14 de julio de 2023           | Roquetas de Mar               | España                        | Plaza de Toros                           | -                             | -                                                         |
| 14 de septiembre de 2023      | Sevilla                       | España                        | Centro Hípico de Mairena de Aljarafe     | -                             | -                                                         |
| 17 de septiembre de 2023      | Madrid                        | España                        | Wizink Center                            | -                             | -                                                         |
| 2 de noviembre de 2023        | Miami                         | Estados Unidos                | Kaseya Center                            | -                             | 8 044/8 044                                               |
| 3 de noviembre de 2023        | New York                      | Estados Unidos                | The Theater at Madison Square Garden     | -                             | 5 600/5 600                                               |
| 5 de noviembre de 2023        | Los Ángeles                   | Estados Unidos                | The Novo Theater                         | -                             | 2 356/2 356                                               |

## Conciertos postergados
A continuación se pueden ver los conciertos cancelados de la gira, con la correspondiente razón.
| Fecha                   | Ciudad              | País           | Lugar                                         | Estado                                | Motivo                                                 |
| ----------------------- | ------------------- | -------------- | --------------------------------------------- | ------------------------------------- | ------------------------------------------------------ |
| 21 de marzo de 2022     | Buenos Aires        | Argentina      | Hipódromo de Palermo                          | Postergado al 20 de mayo de 2022      | Grave estado de salud de Alejandro Stoessel (su padre) |
| 24 de marzo de 2022     | Buenos Aires        | Argentina      | Hipódromo de Palermo                          | Postergado al 21 de mayo de 2022      | Grave estado de salud de Alejandro Stoessel (su padre) |
| 25 de marzo de 2022     | Buenos Aires        | Argentina      | Hipódromo de Palermo                          | Postergado al 22 de mayo de 2022      | Grave estado de salud de Alejandro Stoessel (su padre) |
| 26 de marzo de 2022     | Buenos Aires        | Argentina      | Hipódromo de Palermo                          | Postergado al 27 de mayo de 2022      | Grave estado de salud de Alejandro Stoessel (su padre) |
| 27 de marzo de 2022     | Buenos Aires        | Argentina      | Hipódromo de Palermo                          | Postergado al 28 de mayo de 2022      | Grave estado de salud de Alejandro Stoessel (su padre) |
| 9 de abril de 2022      | Santa Fe            | Argentina      | Estadio del Club Unión de Santa Fe            | Postergado al 4 de junio de 2022      | Grave estado de salud de Alejandro Stoessel (su padre) |
| 10 de abril de 2022     | Córdoba             | Argentina      | Quality Estadio                               | Postergado al 5 de junio de 2022      | Grave estado de salud de Alejandro Stoessel (su padre) |
| 4 de junio de 2022      | Santa Fe            | Argentina      | Estadio del Club Unión de Santa Fe            | Postergado al 11 de junio de 2022     | Derrumbe en el escenario                               |
| 22 de octubre de 2022   | Santiago del Estero | Argentina      | Estadio Único Madre de Ciudades               | Postergado al 8 de abril de 2023      | Problemas Logísticos                                   |
| 25 de octubre de 2022   | Estancia Grande     | Argentina      | Campo Polo Estancia Grande                    | Postergado al 26 de octubre de 2022   | Alerta Meteorológica                                   |
| 13 de noviembre de 2022 | Rosario             | Argentina      | Hipódromo Municipal Parque Independencia      | Postergado al 15 de noviembre de 2022 | Alerta Meteorológica                                   |
| 31 de octubre de 2023   | California          | Estados Unidos | Microsoft Theater. Nuevo venue: Novo Theater. | Postergado al 5 de noviembre de 2023. | Problemas Logísticos                                   |